# Fossacesia-Torino di Sangro
Fossacesia-Torino di Sangro (wł. Stazione di Fossacesia-Torino di Sangro) – stacja kolejowa w Fossacesia, w prowincji Chieti, w regionie Abruzja, we Włoszech. 
Znajduje się na linii Adriatica. Obsługuje również pobliską gminę Torino di Sangro.
Według klasyfikacji RFI ma kategorię brązową.

## Historia
Stacja Fossacesia-Torino di Sangro została uruchomiona 27 listopada 2005, wraz z nowym przebiegiem odcinka linii Adriatica. Nowy obiekt zastąpił dwie stare stacje Fossacesia i Torino di Sangro, położone na starej jednotorowej linii.

## Linie kolejowe
- Adriatica